# 웨스턴 매스 파이오니어스
웨스턴 매스 파이오니어스(Western Mass Pioneers)는 1998년 창단된 USL 리그 2 소속의 프로 구단이다. 미국 매사추세츠주를 연고로 하고 있으며 홈구장은 루들로우의 루스티아노 스타디움이다.

## 선수 명단

### 현역
- 저메인 포다(2022 ~ )